# David Henríquez
David Henríquez, född 21 juli 1977, är en chilensk före detta fotbollsspelare från Santiago, Chile. Han ledde Colo-Colo till segern i Copa Apertura 2006, vilket blev lagets 24 Apertura-titel genom tiderna.
Henríquez var en del av det Chile då laget deltog i OS i Sydney 2000 men han debuterade inte i landslaget förrän året därpå. Henríquez spelade totalt fem landskamper för Chile mellan 2001 och 2003.